# Коммунизм (Баткенская область)
Коммунизм (кирг. Коммунизм) — село в Лейлекском районе Баткенской области Кыргызстана. Входит в состав Кулундинского айылного аймака.

## География
Село расположено в западной части области, на берегу канала Кулунда-1, на расстоянии приблизительно 26 километров (по прямой) к северо-северо-востоку от города Раззакова, административного центра района. Абсолютная высота — 625 метров над уровнем моря.

## Население
Согласно оценочным данным Национального статистического комитета Кыргызской Республики, численность населения села на начало 2023 года составляла 4862 человека.
| год     | 2009 | 2014 | 2015 | 2020 | 2021 | 2023 |
| ------- | ---- | ---- | ---- | ---- | ---- | ---- |
| человек | 3961 | 4228 | 4157 | 4794 | 4866 | 4862 |